# Текла фон Шварцбург-Рудолщат
Текла фон Шварцбург-Рудолщат (на немски: Thekla von Schwarzburg-Rudolstadt; * 23 февруари 1795, Рудолщат; † 4 януари 1861, дворец Гауерниц, Клипхаузен при Майсен, Саксония) е принцеса от Шварцбург-Рудолщат и чрез женитба княгиня на Шьонбург (1817 – 1859).

## Биография
Тя е дъщеря на княз Лудвиг Фридрих фон Шварцбург-Рудолщат (1767 – 1807) и съпругата му ландграфиня Каролина фон Хесен-Хомбург (1771 – 1854), дъщеря на ландграф Фридрих V Лудвиг фон Хесен-Хомбург и принцеса Каролина фон Хесен-Дармщат (1746 – 1821), която е племенница на Фредерика Луиза фон Хесен-Дармщат (1751 – 1805), кралица на Прусия, съпруга на крал Фридрих Вилхелм II.Нейни братя са князете Фридрих Гюнтер (1793 – 1867) и Алберт (1798 – 1869).
Майка ѝ Каролина Луиза е регентка на Княжество Шварцбург-Рудолщат (1807 – 1814) и се познава с Гьоте, Шилер и Вилхелм фон Хумболт, и си кореспондира с тях.
Текла фон Шварцбург-Рудолщат се омъжва на 11 април 1817 г. във Валденбург/Рудолщат за 2. княз Ото Виктор I фон Шьонбург (* 1 март 1785, Валденбург; † 16 февруари 1859, Лайпциг), син на граф Ото Карл Фридрих фон Шьонбург-Валденбург (1758 – 1800) и графиня Хенриета Елеонора Ройс-Кьостриц (1755 – 1829). На 5 април 1848 г. подпалват дворец Валденбург.
Текла фон Шварцбург-Рудолщат умира на 65 години на 4 януари 1861 г. в дворец Гауерниц. Клоновете Шьонбург-Валденбург, Шьонбург-Хартенщайн съществуват до днес като Шьонбург-Глаухау.

## Фамилия
Текла фон Шварцбург-Рудолщат и Ото Виктор I фон Шьонбург имат девет деца:
- Мария (* 13 март 1818; † 22 април 1829)
- Ото Фридрих (* 22 октомври 1819, Валденбург; † 13 декември 1893, Валденбург), 3. княз на Шьонбург, граф и господар на Шьонбург-Валденбург, женен във Варшава на 22 април 1855 г. за Памела Лабунска (* 31 август 1837; † 18 юли 1901), дъщеря на Аполинарис Лабунски и Юлиана Попов
- Ида (* 25 април 1821, Дрезден; † 12 януари 1895, Дрезден), омъжена в Крипитц на 9 август 1877 г. (развод 1885) за граф Виктор фон Вартенслебен (* 12 ноември 1836; † 25 юни 1900)
- Хуго (* 29 август 1822, Валденбург; † 9 юни 1897, Висбаден), пруски генерал на инфантерията, командатор на Йоанския орден, женен на 29 април 1862 г. в Грайц за Хермина Ройс-Грайц (* 25 декември 1840; † 4 януари 1890), дъщеря на княз Хайнрих XX Ройс-Грайц (1794 – 1859) и ландграфиня Каролина фон Хесен-Хомбург (1819 – 1872)
- Емма (* 24 юли 1824; † 12 юли 1839)

- Матилда (* 18 ноември 1826, Валденбург; † 22 март 1914, Рудолщат), омъжена на 27 септември 1847 г. във Валденбург за принц Адолф фон Шварцбург-Рудолщат (* 27 септември 1801; † 1 юли 1875), фелдмаршал-лейтенант
- Георг (* 1 август 1828, Валденбург; † 29 октомври 1900, Хермсдорф), саксонски генерал на кавалерията и генерал-адютант на краля на Саксония, женен на 7 октомври 1862 г. в Реда за принцеса Луиза фон Бентхайм-Текленбург (* 7 февруари 1844; † 1 февруари 1922)
- Отилия (* 3 май 1830; † 4 ноември 1880), омъжена на 29 ноември 1856 г. в Лихтенщайн за граф Рихард Клеменс фон Шьонбург-Хинтерглаухау (* 19 ноември 1829; † 19 октомври 1900)
- Карл Ернст (* 8 юни 1836, Валденбург; † 8 юни 1915, Гауерниц при Майсен), господар на Гауерниц и Шварценбах, правен рицар на Йоанския орден, женен на 25 ноември 1863 г. в Петерсвалдау за графиня Хелена фон Щолберг-Вернигероде (* 11 април 1840; † 2 декември 1908), дъщеря на граф Фридрих фон Щолберг-Вернигероде (1804 – 1865)